# Vera Koedooder
Divera Maria "Vera" Koedooder (nascida em 31 de agosto de 1983) é uma ciclista profissional holandesa que participa em competições de ciclismo de estrada e pista.
Koedooder foi membro da equipe de ciclismo holandês que terminou em sexto na perseguição por equipes nos Jogos Olímpicos de Londres 2012, juntamente com Ellen van Dijk, Kirsten Wild e Amy Pieters.

## Recorde nacional, perseguição por equipes
Koedooder por seis vezes fez parte do pelotão em perseguição por equipes de 3 km quando elas estabeleceram um novo recorde nacional holandês. Ela é, juntamente com Ellen van Dijk e Kirsten Wild, a atual detentora do recorde nacional, com um tempo de 3:20.013 (53.996 km/h) estabelecida nos Jogos Olímpicos de Verão de 2012, no dia 4 de agosto.